# Pseudohorus gracilis
Pseudohorus gracilis är en spindeldjursart som beskrevs av Beier 1962. Pseudohorus gracilis ingår i släktet Pseudohorus och familjen Olpiidae. Inga underarter finns listade i Catalogue of Life.